# Walter Gerstenberg
Walter Gerstenberg (* 26. Dezember 1904 in Hildesheim; † 26. Oktober 1988 in Tübingen) war ein deutscher Musikwissenschaftler und Experte für Johann Sebastian Bach, Wolfgang Amadeus Mozart und Franz Schubert.

## Leben
Gerstenberg legte 1923 das Abitur in Hildesheim ab und studierte von 1925 bis 1929 Musikwissenschaft, Philosophie und Germanistik an den Universitäten in Berlin und Leipzig. Von 1929 bis 1932 war er an der Universität Leipzig und am Instrumentenmuseum der Universität Leipzig, zeitweise auch am Landeskonservatorium als Lehrer für Musikgeschichte tätig. 1935 bis 1940 war er Privatdozent, ab 1938 Lehrbeauftragter für Deutsche Musikgeschichte und historische Musizierpraxis an der Universität zu Köln. 1940 hatte er eine Lehrstuhlvertretung und Dozentur an der Universität Rostock inne. Von 1941 bis 1948 war Gerstenberg Professor an der Universität Rostock (1946 kurzzeitige Entlassung), von 1948 bis 1952 Professor für Musikwissenschaft an der FU Berlin, 1952 bis 1970 ordentlicher Professor für Musikwissenschaft an der Universität Tübingen, zugleich eine Zeit lang deren Rektor (1965/66). Nach seiner Emeritierung 1970 wurde er 1974 Honorarprofessor in Salzburg.
Gerstenberg initiierte die Neue Schubert-Ausgabe am 19. November 1963, Franz Schuberts 135. Todestag, mit der Gründung der Internationalen Schubert-Gesellschaft e. V. gemeinsam mit Otto Erich Deutsch.
Zu seinen Schülern gehörten Walther Dürr, Georg von Dadelsen, Rudolf Elvers, Clytus Gottwald, Erhard Karkoschka, Christoph-Hellmut Mahling und Wolfgang Plath.

## Ehrungen
- 1968: Mozartmedaille der Mozartgemeinde Wien[1]
- 1977: Ehrendoktorwürde der Universität Salzburg

## Schriften (Auswahl)
- Die Klavierkompositionen Domenico Scarlattis. Schiele, Regensburg 1931; auch als (= Forschungsarbeiten des Musikwissenschaftlichen Instituts der Universität Leipzig. Band 2, ZDB-ID 2280273-3). Bosse, Regensburg 1933 (dazu Notenbeilage in besonderem Heft; zugleich: Leipzig, Universität, Dissertation, 1931).
- als Hrsg. mit Heinrich Husmann und Harald Heckmann: Bericht über den internationalen musikwissenschaftlichen Kongreß Hamburg 1956. Bärenreiter, Kassel u. a. 1957, OCLC 923543745.
- als Hrsg. mit Jan LaRue und Wolfgang Rehm: Festschrift Otto Erich Deutsch zum 80. Geburtstag am 5. September 1963. Bärenreiter, Kassel u. a. 1963, DNB 451247175 (mit Bibliographie).